# 山口県道161号岩田停車場線
山口県道161号岩田停車場線（やまぐちけんどう161ごう いわたていしゃじょうせん）は、山口県光市を通る一般県道である。

## 概要
JR西日本山陽本線 岩田駅から山口県道23号光上関線・山口県道68号光日積線交点に至る。

### 路線データ
- 起点：光市大字岩田（JR西日本山陽本線 岩田駅前）
- 終点：光市大字岩田（岩田駅前交差点、山口県道23号光上関線・山口県道68号光日積線交点）

## 地理

### 通過する自治体
- 光市

### 交差する道路
| 交差する道路                              | 交差する場所 | 交差する場所          |
| ----------------------------------------- | ------------ | --------------------- |
| 山口県道23号光上関線 山口県道68号光日積線 | 大字岩田     | 岩田駅前交差点 / 終点 |

### 沿線
- JR西日本山陽本線 岩田駅
- 光警察署 大和駐在所